# Stockholm, New Jersey
Stockholm är ett kommunfritt samhälle, beläget i sydöstra Hardyston Township i Sussex County i delstaten New Jersey i USA. Precis som flera av grannorterna, finns här flera sjöar, som Deer Trail Lakes, Lake Stockholm, Lake Gerard, Beaver Lake, Lake Tamarack och Summit Lake.
Stockholm kallades under kolonialtiden för Snufftown, och fick sedan namn efter Stockholm, Sverige.